# 沙色 (馬)

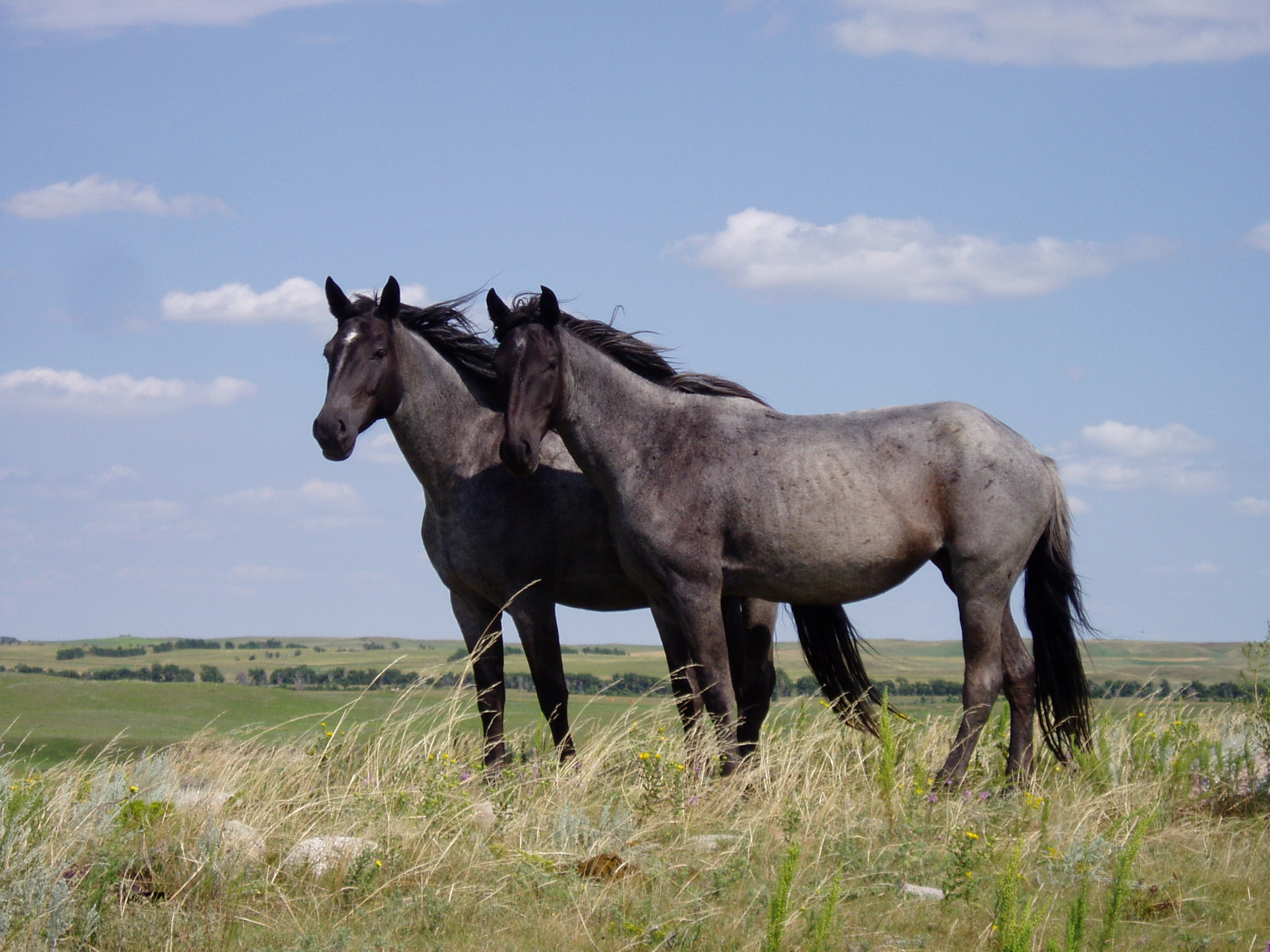

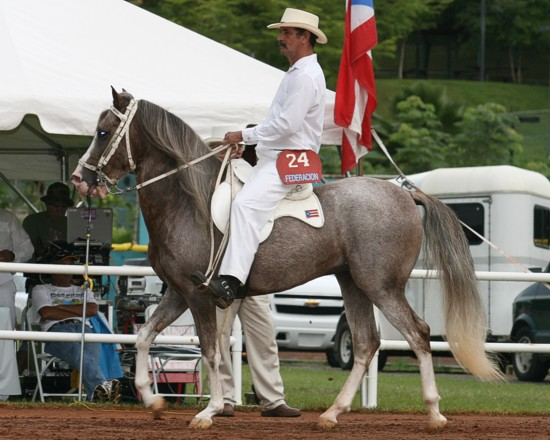

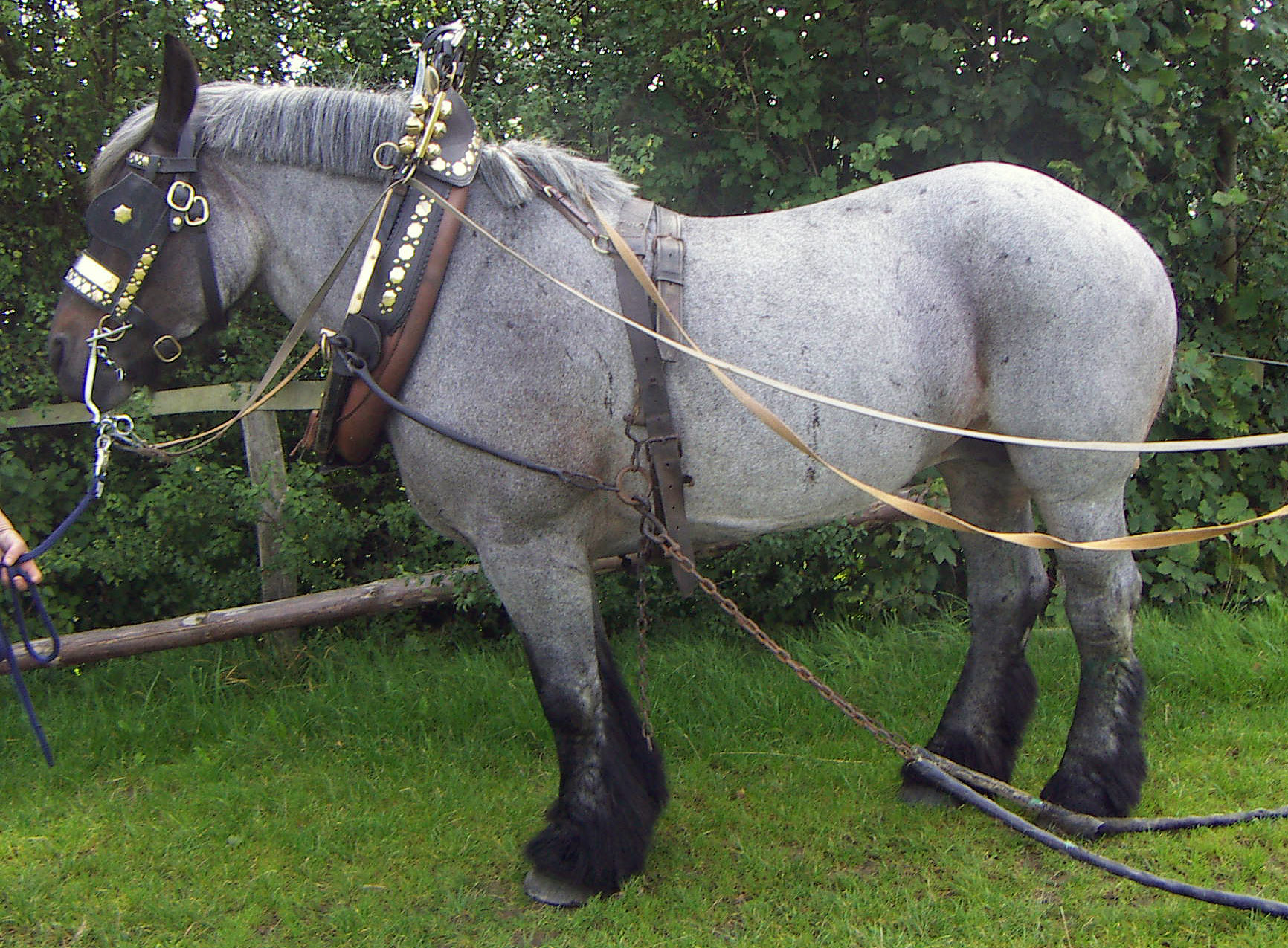

沙色是馬的其中一種毛色，相對於其他主要毛色棗色，黑色，栗色和灰色，其擁有該毛色馬匹的比例較少。

## 特徵
馬匹身上原有顏色的毛色，多處夾雜白色毛髮。

## 原因
在馬匹的原毛色上擁有稀釋基因 KIT Rn/Rn, Rn/w 所致。

## 外部連結
- "Horse coat color and Genetic Disorder Testing" （页面存档备份，存于） Animal Genetics Inc. new Gray Gene Testing for horses